# Happareute
Happareute (westallgäuerisch: Happaritə) ist ein Gemeindeteil der Gemeinde Röthenbach (Allgäu) im bayerisch-schwäbischen Landkreis Lindau (Bodensee).

## Geographie
Das Dorf liegt circa zwei Kilometer nordwestlich des Hauptorts Röthenbach und zählt zur Region Westallgäu.

## Geschichte
Happareute wurde erstmals im Jahr 1320 urkundlich als „Happenrüti“ erwähnt. Der Ortsname leitet sich aus dem Personennamen Happo und dem mittelhochdeutschen Wort riute, was urbar bedeutet, ab. 1770 fand die Vereinödung in Happareute statt. Im 18. Jahrhundert wurde eine Wieskapelle errichtet.

## Baudenkmäler
- Siehe auch: Liste der Baudenkmäler in Happareute